# Андрухів Ігор Олексійович
Андрухів Ігор Олексійович (4 січня 1957, Перевозець, Калуський район, УРСР — 11 грудня 2011, м. Івано-Франківськ, Україна) — доктор історичних наук, кандидат педагогічних наук, професор, полковник міліції у відставці.

## Короткий життєпис
Народився 4 січня 1957 року в с. Перевозець Калуського району Івано-Франківської (тоді Станіславської) області в сім'ї робітників.
У 1984 р. закінчив історичний факультет Івано-Франківського педагогічного інституту ім. В. Стефаника. Працював піонервожатим, вчителем історії, завучем школи по виховній роботі. У 1990 році був обраний на посаду 1-го секретаря Тисменицького райкому компартії України.
З 1994 по 1998 рр. — провідний архівіст Державного архіву Івано-Франківської області. З 1998 року проходив службу в органах внутрішніх справ, а саме — на викладацькій роботі в Прикарпатському юридичному інституті Львівського державного університету внутрішніх справ. А з вересня 2011 року — професор кафедри теорії та історії держави і права та за сумісництвом — радник ректора Івано-Франківського університету права імені Короля Данила Галицького.
У 1997 році захистив кандидатську дисертацію на тему: «Виховна діяльність українських молодіжних товариств Галичини: 1894—1939 роки» зі спеціальності 13.00.01 — Теорія і історія педагогіки та отримав науковий ступінь «кандидат педагогічних наук».
У 2006 році захистив докторську дисертацію зі спеціальності 07.00.01 — Історія України, дисертація на тему: «Політика Радянської влади у сфері релігії та конфесійне життя на Прикарпатті в 40-80-х роках XX ст.: історико-правовий аналіз» та отримав науковий ступінь «доктор історичних наук». У 2005 році Андрухіву І. О. присвоєно вчене звання «доцента кафедри соціальних дисциплін», а у 2011 році — «професора кафедри теорії та історії держави і права».
Андрухівом І. О. було створено наукову школу з дослідження історії діяльності правоохоронним органів на Прикарпатті та вперше на основі раніше засекречених архівних матеріалів правоохоронних органів досліджено репресій періоду Другої світової війни на території Західної України. А десятки книг Ігоря Олексійовича неодноразово були удостоєні нагород та номінацій.
Під керівництвом Андрухіва І. О. було захищено ряд дисертаційних досліджень. Однак багато справ залишилося і не завершеними…
За активну педагогічну та наукову діяльність у 1988 р. Андрухів І. О. став лауреатом Республіканської премії ім. Миколи Островського, «Відмінником народної освіти УРСР» (1989), у 2003 р. був визнаний найкращим науковцем року на Прикарпатті, лауреат премії ім. Р. Федоріва (2003) та М. Стельмаховича (2007). Також, був нагороджений відомчими відзнаками МВС України, серед основних: «За відзнаку в службі I ступеня», «За розвиток освіти, науки і техніки (I та II ступінь)» (2006, 2007) та «Почесний знак МВС» (2008).

## Сім'я
Ігор Олексійович з дружиною Оксаною прожив у шлюбі 29 років. Виховував двох синів — Мар'яна і Олега та доньку Богдану-Марію.

## Нагороди
- відзнака МВС України «За розвиток науки, техніки та освіти» — І та ІІ ступенів
- почесна грамота МВС України.